# EM i ishockey 1925
EM i ishockey 1925 var det tiende europamesterskab i ishockey, arrangeret af IIHF. Mesterskabet blev for anden gang afholdt i Tjekkoslovakiet.
Fire hold deltog og der blev spillet en enkeltserie, hvor alle holdene mødtes en gang.

## Resultat
| Dato       | Kampe                     | Resultat |
| ---------- | ------------------------- | -------- |
| 8. januar  | Schweiz – Belgien         | 1 – 1    |
| 9. januar  | Tjekkoslovakiet – Østrig  | 3 – 0    |
| 11. januar | Tjekkoslovakiet – Schweiz | 1 – 0    |
| 11. januar | Østrig – Belgien          | 1 – 0    |
| 11. januar | Østrig – Schweiz          | 2 – 2    |
| 11. januar | Tjekkoslovakiet – Belgien | 6 – 0    |

### Tabel
| Plads | Hold            | Kampe | Sejre | Uafgj. | Tabte | Mål    | Points |
| ----- | --------------- | ----- | ----- | ------ | ----- | ------ | ------ |
| 1     | Tjekkoslovakiet | 3     | 3     | 0      | 0     | 10 – 0 | 6      |
| 2     | Østrig          | 3     | 1     | 1      | 1     | 3 – 5  | 3      |
| 3     | Schweiz         | 3     | 0     | 2      | 1     | 3 – 4  | 2      |
| 4     | Belgien         | 3     | 0     | 1      | 2     | 1 – 8  | 1      |

## Medaljer
| EM 1925 | Land            |
| ------- | --------------- |
| Guld    | Tjekkoslovakiet |
| Sølv    | Østrig          |
| Bronze  | Schweiz         |